# حي أكتوبر (خور مكسر)
حي أكتوبر هو أحد أحياء مديرية خور مكسر في محافظة عدن اليمنية. يبلغ تعداد سكانه 7004 نسمة حسب التعداد السكاني في اليمن لعام 2004.